# Sine Tempore (Einkaufszentrum)
Das Sine Tempore ist ein Einkaufszentrum in Astana, der Hauptstadt Kasachstans.

## Lage
Das Sine Tempore liegt im Stadtzentrum, nördlich des Flusses Ischim. In unmittelbarer Umgebung des Einkaufszentrums befinden sich zahlreiche bedeutende Kultureinrichtungen und Regierungsgebäude, unter anderem das Finanzministerium. Der Platz vor dem Sine Tempore zählt zu den zentralen Plätzen Astanas. Im Winter wird dort eine Eisbahn aufgebaut. Mit dem Mega Center Astana befindet sich ein weiteres großes Einkaufszentrum im Süden der Stadt.

## Historie
Das Einkaufszentrum wurde bereits zu Sowjetzeiten gegründet und zählt damit zu den ältesten seiner Art in der Stadt. Das heutige Sine Tempore wurde 1978 unter dem Namen TSUM, der ein russisches Akronym für Zentrales Kaufhaus darstellt, eröffnet. Das dazugehörige Gebäude aus sowjetischer Zeit beherbergt bis heute in leicht veränderter Form das Kaufhaus.

## Angebot
Das Angebot in dem Einkaufszentrum ist vielfältig und erstreckt sich über circa 80 Geschäfte. Verkauft werden Kleidung, Schmuck, Dekorationsartikel, Souvenirs und vieles weitere. Auch befinden sich in dem Zentrum eine Bank, mehrere Restaurants und Bars, ein Schönheitssalon und eine Kinderbetreuung.